# Zajezierze (Łobez)
Zajezierze (deutsch Schönwalde, früher Schönenwalde, auch Schönwald) ist ein Dorf in der polnischen Woiwodschaft Westpommern. Es gehört zur Gmina Łobez (Stadt- und Landgemeinde Labes) im  Powiat Łobeski (Labser  Kreis).

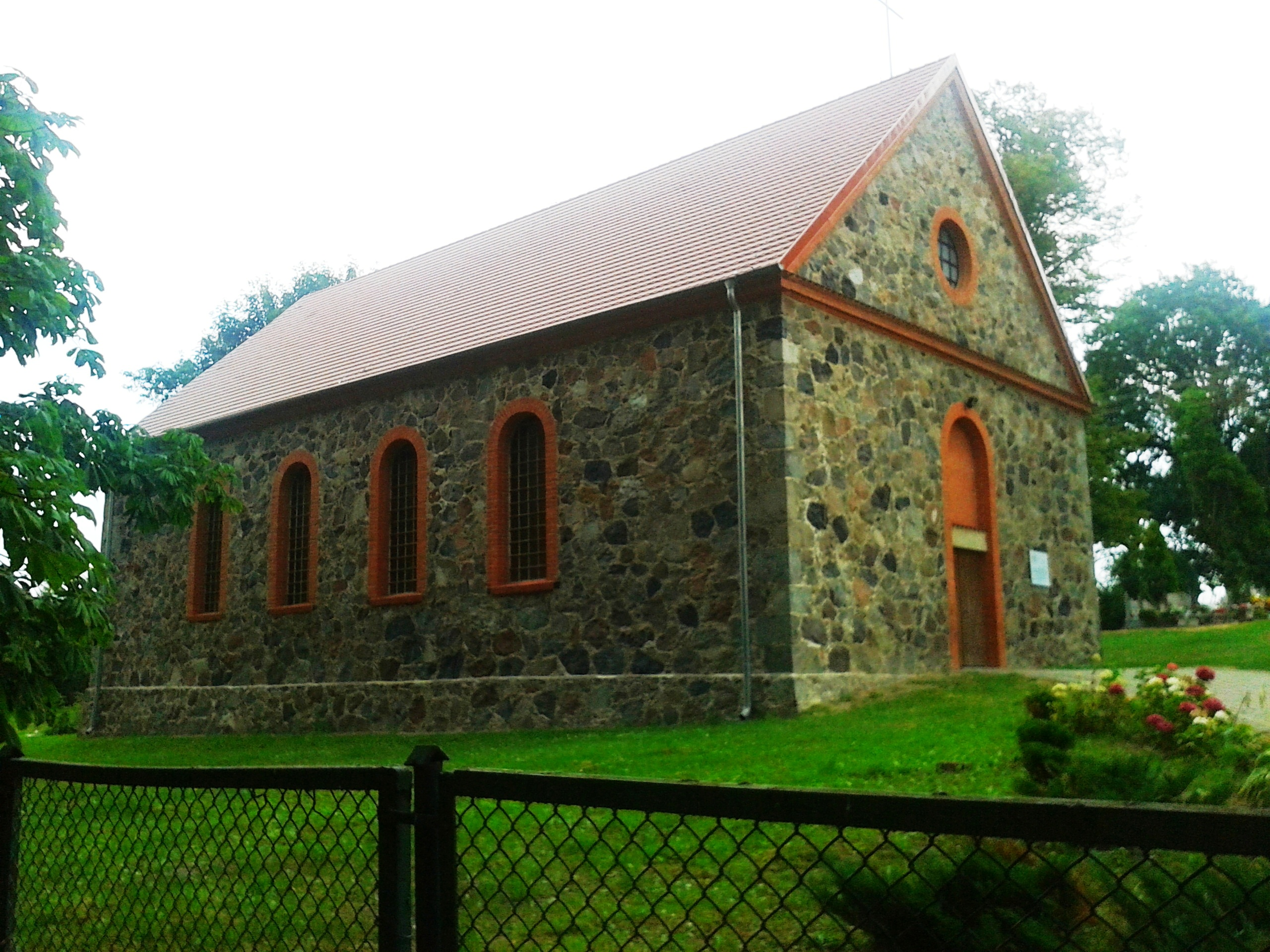
Dorfkirche (2014), bis 1945 Gotteshaus der evangelischen Gemeinde Schönwalde

## Geographische Lage
Das Dorf liegt in Hinterpommern, nordwestlich des Dolgen-Sees, im Norden des Schloss-Sees, etwa 30 Kilometer südöstlich der Stadt Resko (Regenwalde), neun Kilometer südöstlich der Stadt Łobez (Labes) und neun Kilometer nordwestlich der Stadt Drawsko Pomorskie (Dramburg).

## Geschichte
Das Gut Schönwalde war ehemals ein altes pommersches Lehen der in Hinterpommern alteingeborenen Familie Borcke, die schon im 13. Jahrhundert in der näheren Umgebung begütert war. Nachdem das Gut in Konkurs gegangen war, wurde es versteigert und am 21. September 1778 von dem Ehepaar von Mehling zum Höchstgebot erblich und eigentümlich erworben; am 19. Mai 1780 wurde das Gut samt Zubehör allodifiziert. Die Familie von Mehling befand sich noch 1804 im Besitz des Guts.
Besitzer des Guts Schönwalde war um 1854 der Landrat a. D. Herrmann von Wedell.  Um 1905 wird Walter von Köller als Besitzer des 1025 Hektar großen Ritterguts Schönwalde mit Ziegelei genannt. Die Familie Köller befand sich bis 1945 im Besitz des Ritterguts. Am 1. April 1927 betrug die Flächengröße des Guts Schönwalde 1147 Hektar, und am 16. Juni 1925 hatte der Gutsbezirk 294 Einwohner.

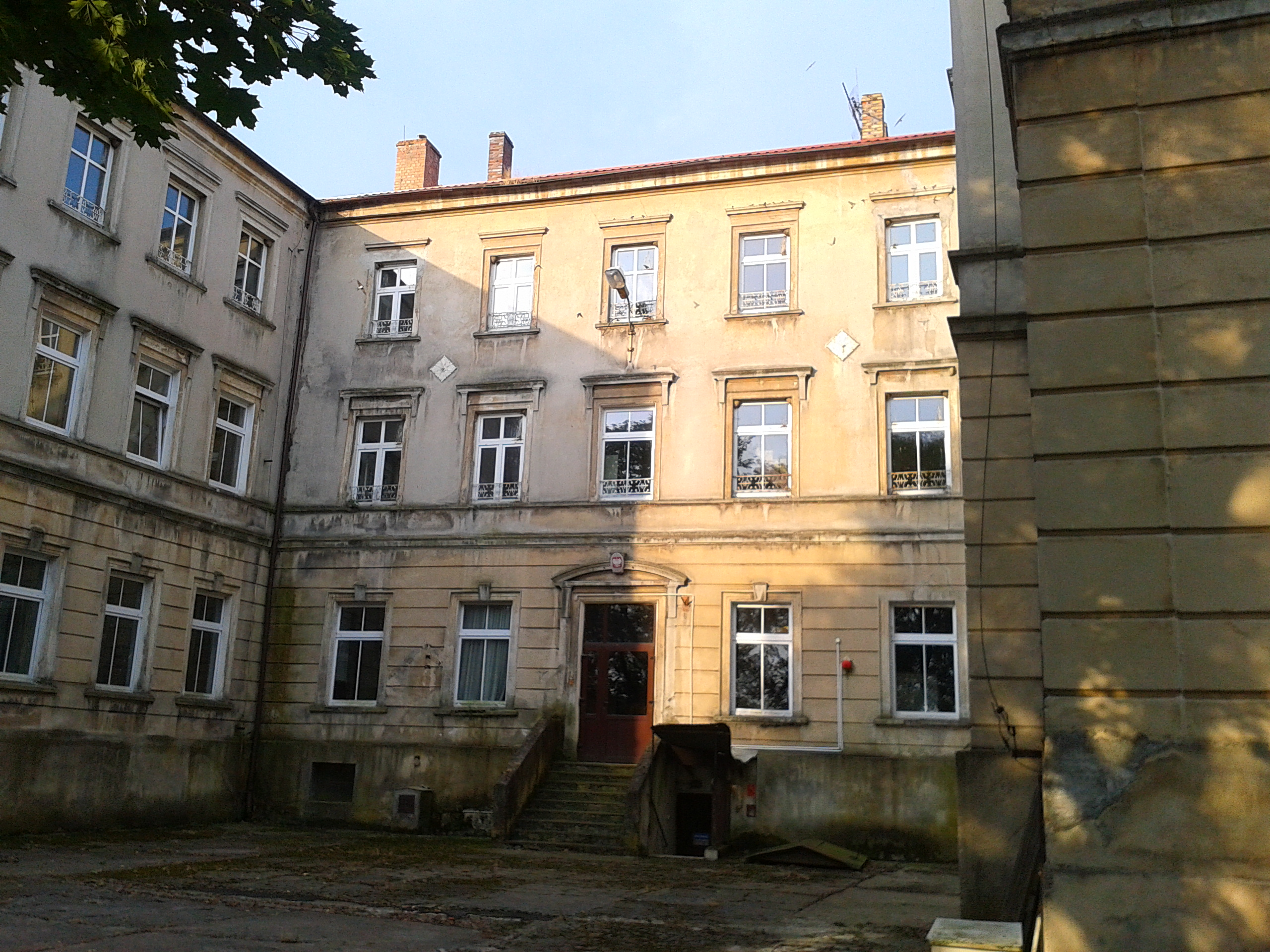
Ehemaliges Schloss Schönwalde (2014)
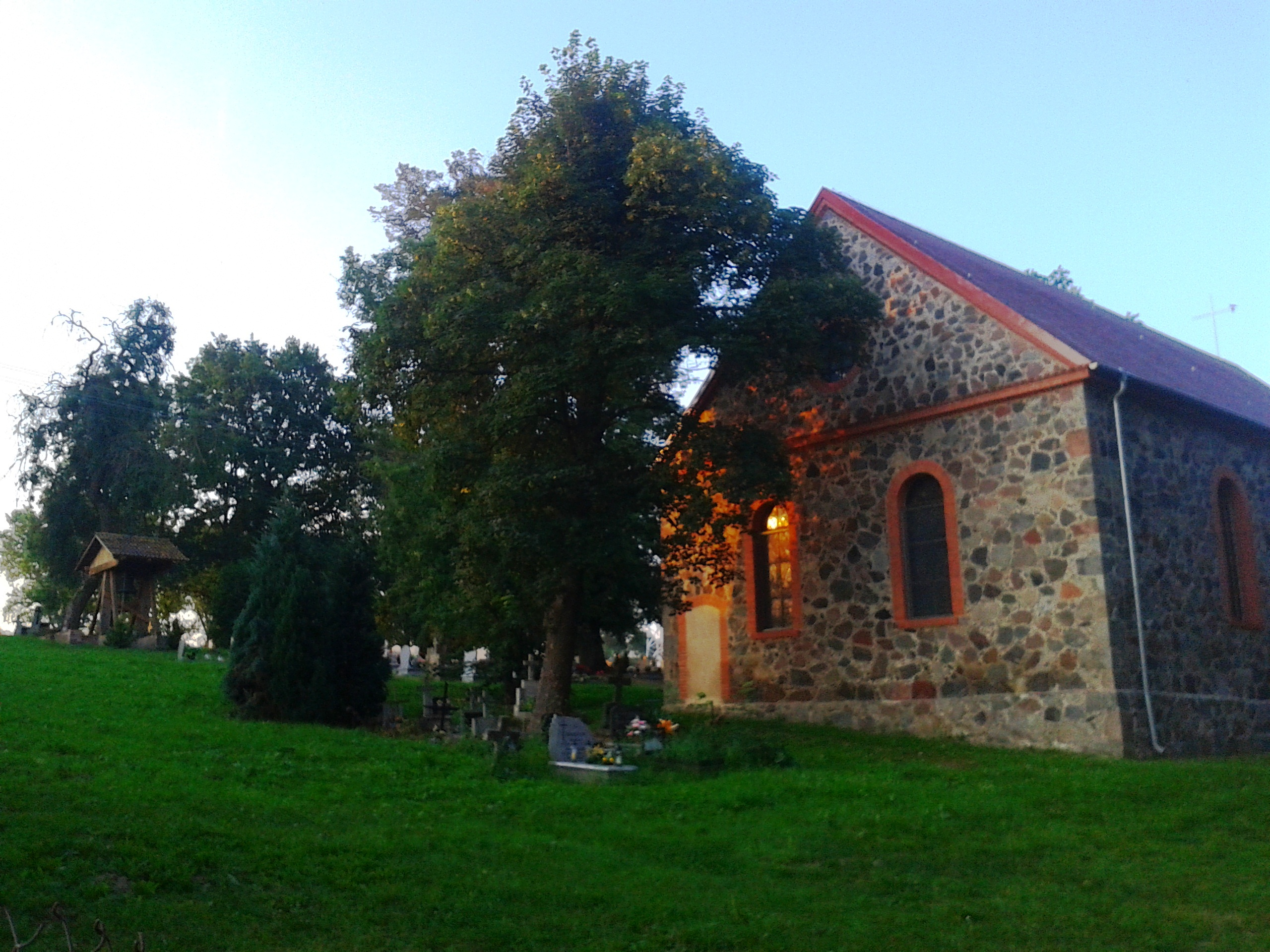
Dorfkirche mit Friedhof (2014)

Am Anfang der 1930er Jahre hatte die Gemarkung der Landgemeinde Schönwalde eine Flächengröße von 15,6 km², und im Gemeindegebiet standen zusammen 46 bewohnte Wohnhäuser an zwei verschiedenen Wohnstätten:
1. Jakobsdorf
2. Schönwalde

Im Jahr 1945 gehörte Schönwalde zum Landkreis Regenwalde im Regierungsbezirk Köslin der preußischen Provinz Pommern des Deutschen Reichs. Schönwalde war Sitz des Amtsbezirks Schönwalde.
Gegen Ende des Zweiten Weltkriegs wurde die Region im Frühjahr 1945 von der Roten Armee besetzt. Nach Beendigung der Kampfhandlungen wurde Schönwalde zusammen mit ganz Hinterpommern seitens der sowjetischen Besatzungsmacht der Volksrepublik Polen zur Verwaltung überlassen. Danach begann die Zuwanderung von Polen. Schönwalde wurde unter der Ortsbezeichnung ‚Zajezierze‘ verwaltet. In der Folgezeit wurde die einheimische Bevölkerung von der polnischen Administration aus Schönwalde und dem Kreisgebiet vertrieben.

### Demographie
| Jahr | Einwohner | Anmerkungen |
| ---- | --------- | --- |
| 1782 | –         | adliges Gut mit einem Vorwerk, einer Wassermühle, einer Windmühle, einer Mutterkirche und 42 Feuerstellen (Haushaltungen) |
| 1818 | 266       | Dorf mit Wassermühle, Windmühle und Mutterkirche, adlige Besitzung                                                        |
| 1825 | 296       | Dorf am Schloss-See, mit den Vorwerken Jacobsdorf, Neidhof und Neuhof sowie dem Holzwärterkaten ‚Katen am Sabitzsee‘      |
| 1864 | 426       | am 3. Dezember, im Guts- und Gemeindebezirk zusammen                                                                      |
| 1867 | 417       | am 3. Dezember, davon 177 im Dorf und 240 im Gutsbezirk                                                                   |
| 1871 | 418       | am 1. Dezember, davon 157 im Dorf (sämtlich Evangelische) und 261 im Gutsbezirk (sämtlich Evangelische)                   |
| 1910 | 460       | am 1. Dezember, davon 163 im Dorf und 297 im Gutsbezirk                                                                   |
| 1925 | 421       | darunter 413 Evangelische und acht Katholiken                                                                             |
| 1933 | 401       | [ 13 ] |
| 1939 | 377       | [ 13 ] |